# Периклово доба
Златно доба или  Златни век Атине јесте раздобље у историји грчког полиса Атине од протеривања Персијанаца из Хеладе до почетка Пелепонеског рата, тј. од приближно 480. до 431. године п. н. е. Овај период атинске историје одликовала је политичка хегемонија, велики економски раст и културни процват, развој демократије и трговине као и оснивање и јачање Делског савеза (Атинског поморског савеза). Перикле се јавио у политичком животу Атине 60-тих година 5. века п. н. е. и током његове владавине дошло је до врхунца атинске моћи и демократије. Зато се време његове владавине назива и Перикловим добом. 
Године 478. п. н. е., основана је атинска коалиција градова-држава, познатија под називом Делски савез, који су ратовали против Персијанаца како би ослободили грчке полисе у Малој Азији и како би се заштитили од персијанског утицаја.
После оснивање Делског савеза, Атина је успоставила политичку, војну и економску надмоћ над члановима савеза. Површина савеза обухватала је велики део континенталне Грчке, егејска острва и градове на западној обали Мале Азије. Године 454. п. н. е., Атињани преносе благајну савеза из Делоса у Атину, чиме Делски савез прераста у Атински поморски савез. Од тада су Атињани управљали самостално заједничким приходима, што је довело до још веће економке моћи Атине. Према члановима савеза, Атина је примењивала насртљиву трговачку и економску политику. Атина је имала неограничену власт, па је зато многи историчари у том периоду називају и Атинском поморском државом.
Од прихода из заједничке благајне савеза, финансирана је изградња храма богиње Атине на Акропољу (Партенон), Пропилеји и храм Атине Нике. Половина становништва било је стављено на јавни платни списак, а флота је расла из године у годину. Велика економска средства из благајне савеза, војна доминација и политика Периклеа Атину је уздигло као највећу силу Хеладе.
У 5. веку п. н. е. стварали су неки од највећих мислилаца Атине и уопштено античког света: писци Есхил, Софокле и Еурипид, затим историчари Херодот и Тукидид, лекар Хипократ и филозофи Платон и Сократ.